# 鍾離 (姓)
鍾離（しょうり）は、漢姓のひとつ。『百家姓』の433番目。

## 由来
鍾離は本来は地名で、春秋時代には楚に属したが、呉との国境近くにあったために紛争のもとになった。また南北朝時代には鍾離の戦いの地となった。現在の安徽省滁州市鳳陽県にあたる。
『史記』秦本紀の末に、秦の国姓である嬴姓から分かれたうちに終黎氏をあげており、その注には『世本』に（終黎を）鍾離に作る、とある。『水経注』淮水の注に引く『世本』でも鍾離を嬴姓とする。
別の説では、春秋時代に晋に仕えた伯宗の子の伯州犂が楚に逃れ、鍾離の地を与えられたとする。
鍾離を一字にして「鍾」ともいった。三国時代の鍾繇は鍾離眜の子孫と言われる。現在「鍾離」という姓はきわめてまれだが、「鍾」は一般的な姓である。
簡体字表記が2種類あることについては、鍾の記事を参照。

## 著名な人物
- 鍾離春（中国語版） - 戦国時代の斉の宣王の正后で、非常に醜かったという。
- 鍾離眜 - 楚漢戦争時の項羽の武将。
- 鍾離牧 - 三国時代の呉の武将。

### 架空の人物
- 鍾離権 - 有名な仙人。
- 鍾離 - ゲーム「原神」に登場する人物。